# Belgique au Concours Eurovision de la chanson 1961
La Belgique a participé au Concours Eurovision de la chanson 1961, alors appelé le « Grand prix Eurovision de la chanson européenne 1961 », à Cannes, en France. C'est la 6e participation belge au Concours Eurovision de la chanson.
Le pays est représenté par le chanteur Bob Benny et la chanson September, gouden roos, sélectionnés par la Belgische Radio- en Televisieomroep (BRT) au moyen d'une finale nationale.

## Sélection

### Finale van de Belgische bijdrage tot het Songfestival 1961
Le radiodiffuseur belge pour les émissions néerlandophones, la Belgische Radio- en Televisieomroep (BRT), organise une finale nationale intitulée Finale van de Belgische bijdrage tot het Songfestival 1961 (« Finale de la contribution belge pour l'Eurovision 1961 ») pour sélectionner l'artiste et la chanson représentant la Belgique au Concours Eurovision de la chanson 1961.
La finale nationale belge, présentée par Aimée De Smet (nl), a lieu le 29 janvier 1961 au Théâtre américain à Bruxelles. Plusieurs participants à cette finale nationale ont déjà représenté ou représenteront la Belgique à l'Eurovision : Bob Benny en 1959 ; Jacques Raymond en 1963 et 1971.
Les chansons sont toutes interprétées en néerlandais, l'une des trois langues officielles de la Belgique.
Lors de cette sélection, c'est Bob Benny et la chanson September, gouden roos, avec Francis Bay comme chef d'orchestre, qui furent choisis.

#### Finale
| Ordre | Interprète        | Chanson                    | Traduction                        | Points | Place |
| ----- | ----------------- | -------------------------- | --------------------------------- | ------ | ----- |
| 1     | Tony Sandler (nl) | Moeder                     | Mère                              | 8      | 6     |
| 2     | Jacques Raymond   | Als je weent, als je lacht | Quand tu pleures, quand tu souris | 40     | 2     |
| 3     | Jo Leemans (nl)   | Af en toe                  | De temps en temps                 | 33     | 3     |
| 4     | Enny Denita (nl)  | Maandenkrans der liefde    | Les lauriers mensuels de l'amour  | 14     | 5     |
| 5     | Bob Benny         | September, gouden roos     | Septembre, rose dorée             | 60     | 1     |
| 6     | Luc van Hoeselt   | Bonjour                    | -                                 | 21     | 4     |

## À l'Eurovision
Chaque pays a un jury de dix personnes. Chaque membre du jury peut donner un point à sa chanson préférée.

### Points attribués par la Belgique
| 5 points | Norvège     |
| 4 points | Italie      |
| 1 point  | Royaume-Uni |

### Points attribués à la Belgique
| 10 points | 9 points | 8 points | 7 points | 6 points     |
| --------- | -------- | -------- | -------- | ------------ |
|           |          |          |          |              |
| 5 points  | 4 points | 3 points | 2 points | 1 point      |
|           |          |          |          | - Luxembourg |

Bob Benny interprète September, gouden roos en 11e position, après la Suisse et avant la Norvège. Au terme du vote final, la Belgique termine 15e et dernière, ex aequo avec l'Autriche sur 16 pays, recevant 1 point provenant du jury luxembourgeois.